# Darius Olaru
Darius Dumitru Olaru (Mediaș, 3 de marzo de 1998) es un futbolista rumano que juega de centrocampista en el FCSB de la Liga I.

## Selección nacional
Es internacional con la selección de fútbol de Rumania. Fue internacional sub-21 antes de convertirse en internacional absoluto el 2 de junio de 2021, en un partido amistoso frente a la selección de fútbol de Georgia.

### Participaciones en Eurocopas
| Copa          | Sede     | Resultado        | Partidos | Goles |
| ------------- | -------- | ---------------- | -------- | ----- |
| Eurocopa 2024 | Alemania | Octavos de final | 2        | 0     |

## Clubes
| Club                   | País    | Año       |
| ---------------------- | ------- | --------- |
| C. S. Gaz Metan Mediaș | Rumania | 2015-2019 |
| FCSB                   | Rumania | 2020-act. |

## Palmarés

### Títulos nacionales
| Título               | Club | País    | Año  |
| -------------------- | ---- | ------- | ---- |
| Copa de Rumanía      | FCSB | Rumania | 2020 |
| Liga I               | FCSB | Rumania | 2024 |
| Liga I               | FCSB | Rumania | 2025 |
| Supercopa de Rumania | FCSB | Rumania | 2025 |